# Naturhorn

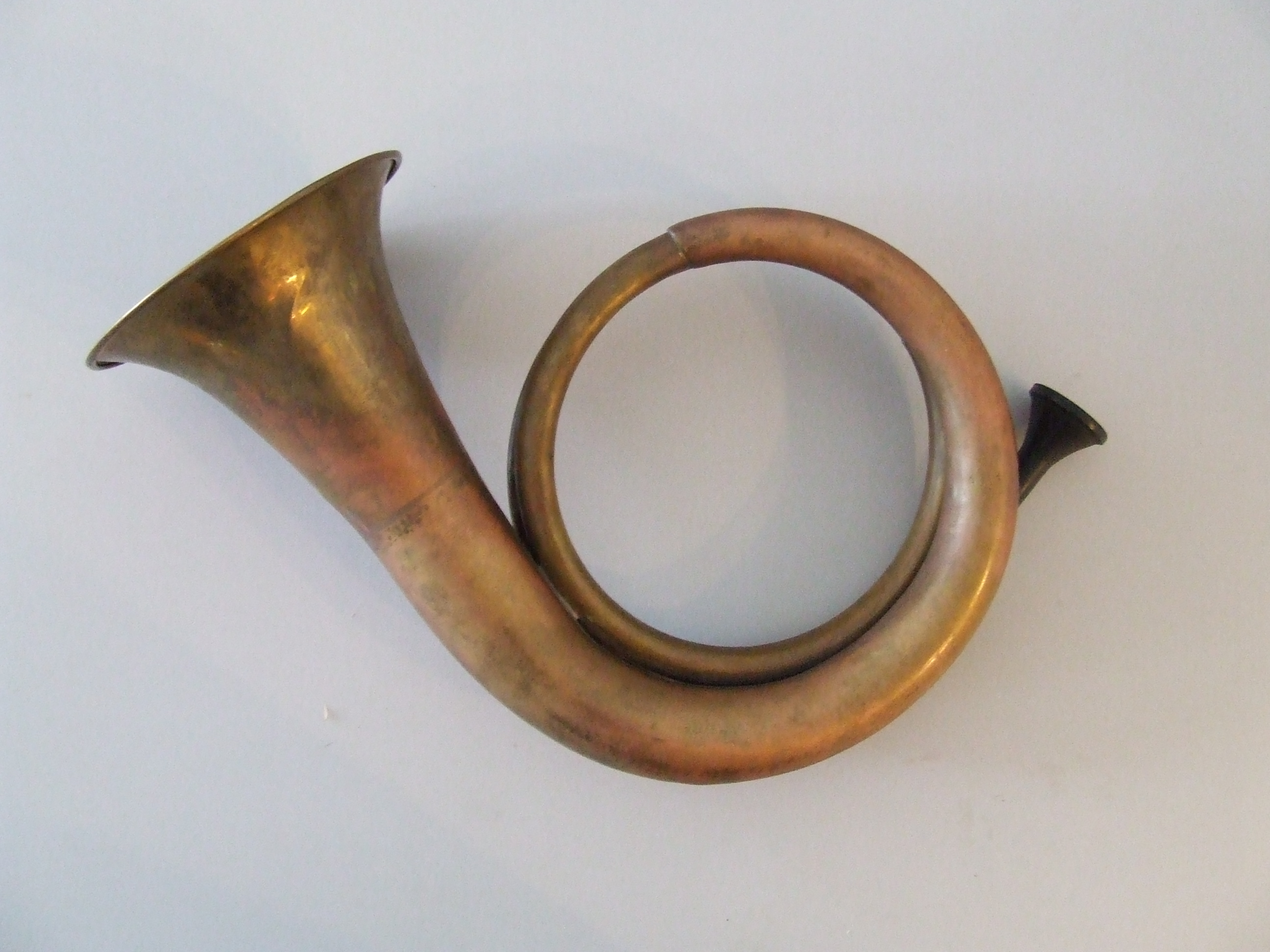
Naturhorn

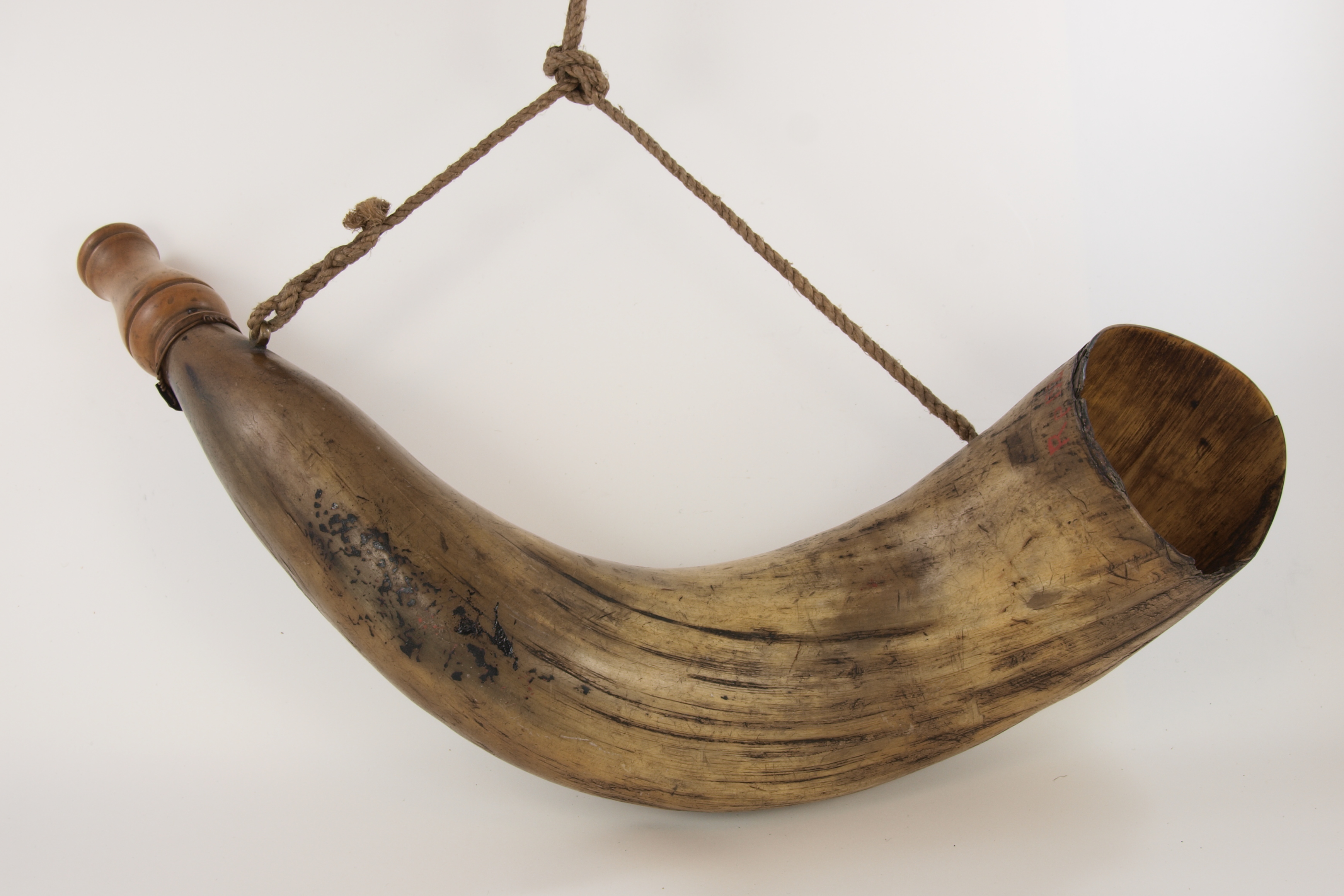
Naturhorn aus einem Rinderhorn mit Holzmundstück

Naturhorn ist eine allgemeine Bezeichnung für Blechblasinstrumente, die nach dem Prinzip der Polsterpfeife angeblasen werden und weder Grifflöcher noch Klappen, Ventile oder einen Teleskopzug wie die Posaune haben. Auf einem Naturhorn können ohne Zuhilfenahme weiterer Techniken ausschließlich Naturtöne geblasen werden. Die Unterscheidung von Naturhorn und Naturtrompete mit denselben tonbildenden Eigenschaften ist weitgehend willkürlich und richtet sich nach Form und Material. Kürzere, gebogene oder aus tierischen Hörnern gefertigte Blechblasinstrumente werden eher „Naturhorn“ genannt, dagegen längere gerade, zylindrische oder konische Röhren aus Metall, Holz oder Rinde eher „Naturtrompete“.

## Bauform
Naturhörner werden traditionell aus unterschiedlichen Materialien gefertigt. Ursprünglich ist die Hornsubstanz oder Holzröhren, auch typische Blechblasinstrumente aus Messing oder andere Kupferlegierungen sind zu finden. Hornsubstanz kann durch Erwärmen etwas biegsam gemacht werden, dadurch kann in gewissen Grenzen auch ihre Form verändert werden.
Hölzerne Naturtrompeten werden mit verschiedenen Techniken ausgehöhlt. Die äußere Grundform bleibt in der Regel erhalten.
Das Horn als typisch kreisrund gewundenes Blechblasinstrument entstand aus dem Bedürfnis, die benötigte Rohrlänge praxisgerechter und transportierfähig zu gestalten, und fand schnell den Weg ins Orchester. Dabei werden die barocken Naturhörner, bei welchen ohne Hand im Becher reine Naturtöne gespielt werden, zu Inventionshörnern ab der Klassik, bei welchen die Hand im Becher eine chromatische Tonleiter ab dem c' ermöglicht. Die Unterschiede zum Ventilhorn im Klang liegen einerseits an der schlankeren Bauweise mit dünnerer Wandstärke, engerer Mensur und anderem Schallbecher, andererseits am notwendigen Verwenden von gestopften und gedämpften Tönen, welche am Ventilhorn alle offen geblasen werden können, dem Naturhorn jedoch die zu seiner Zeit sehr geliebte Klangvielfalt geben.

## Spielweise

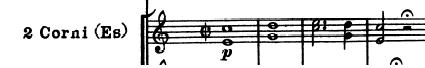
Typischer Stimmenverlauf mit Hornquinten bei Naturhörnern

Die Naturtöne werden durch den Ansatz mit den Lippen erzeugt (siehe Blechblasinstrument). Um auch die dazwischen liegende Töne spielen zu können, wird die Hand mehr oder weniger weit in den Schalltrichter eingeführt (siehe Stopfen). Dadurch werden Töne entweder gestopft (einen Halbton höher) oder gedämpft (bis circa eineinhalb Halbtöne tiefer), wobei natürlich eine recht unterschiedliche Klangfarbe entsteht, die mit dem moderneren Ventilhorn nur bei ausdrücklicher Angabe verwendet wird.

## Heutige Verwendung

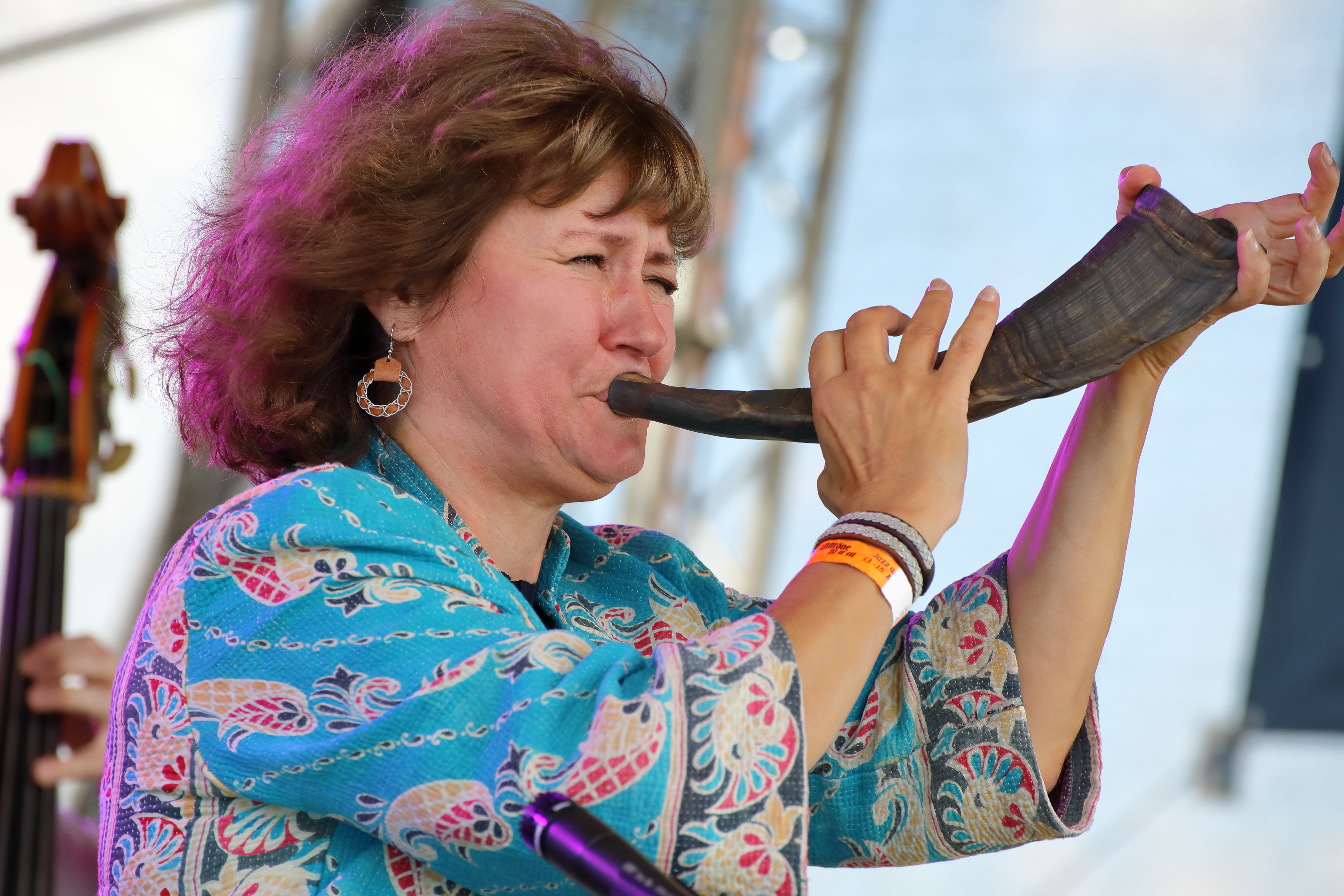
Die norwegische Jazzmusikerin Hildegunn Øiseth spielt ein Bukkehorn aus einem Ziegenhorn

Wie die Naturtrompete wurde das Naturhorn ab der Mitte des 19. Jahrhunderts von der weiterentwickelten Ventilversion abgelöst. Das Ventilhorn hat den Vorteil, dass der Tonvorrat über den vollen Tonumfang chromatisch verfügbar und klangtechnisch einheitlich ist. Vorangetrieben wurde der Umstieg auf das Ventilhorn vor allem durch schnelle und große Modulationen und neue Harmonik, weshalb beispielsweise Richard Wagner, im Gegensatz zu Traditionalisten wie Johannes Brahms, schnell auf das  Ventilhorn umstieg.
Dennoch kam im Zuge der historischen Aufführungspraxis in den letzten Dekaden langsam wieder die Verwendung des Naturinstrumentes auf, da leichte Klangunterschiede zwischen dem Natur- und Ventilinstrument bestehen. Voraussetzung dafür ist eine einwandfreie Beherrschung der Hand- und Spieltechniken wie es beispielsweise in den Aufnahmen des Naturhornisten Stephan Katte demonstriert wird.

Hornklasse am Conservatoire de Paris 1895

In Paris wurde am längsten Naturhorn unterrichtet, nämlich bis 1903, was sich in der Verwendung des Naturhorns bei vielen romantischen französischen Komponisten widerspiegelt. Die Absolventen mussten bei der Abschlussprüfung alle wichtigen Spieltechniken (Ventilhorn, Naturhorn, metallische Stopfen, Echo, Dämpfen usw.) zeigen. Im Jahr 1906 komponierte Paul Dukas für die Abschlussprüfungen am Pariser Konservatorium das Stück Villanelle, welches sowohl Natur- als auch Ventilhorn verlangt. Eines der letzten Werke mit prominenter Verwendung von Naturhörnern ist Maurice Ravels Orchesterfassung der Pavane pour une infante défunte von 1910, welche zwei Naturhörner in G verlangt.

## Verwandte Instrumente
Abhängig vom Anwendungssinn werden die Instrumente einzeln (solistisch), unisono oder mehrstimmig in Gruppen geblasen. Auch unterschiedliche Anwendungen ein und desselben Instrumentes sind möglich.
Typische Naturhörner sind:
- das Alphorn
- das historische ventillose Corno da caccia, daraus entstand das Inventionshorn in der Barockmusik
- das Parforcehorn für die Parforcejagd und das daraus entstandene Fürst-Pless-Horn
- die Lure
- das Middewinterhorn
- das Posthorn
- die Russischen Hörner mit jeweils nur einem Ton unterschiedlicher Tonhöhe zusammengespielt
- das Wächterhorn (vgl. Nachtwächter), Feuerhorn als typisches Signalinstrument

Das Didgeridoo wird üblicherweise nur mit den tiefsten Naturtönen unter Anwendung einer speziellen Blastechnik gespielt. Eine seltene Spielweise, die hauptsächlich von Sibirien und Chile bekannt ist, wird bei den sucked trumpets (englisch, „Saugtrompeten“) praktiziert, die aus denselben Materialien wie Naturhörner bestehen können. Der Spieler bildet den Ton mit den Lippen durch Ansaugen von Luft.

## Keilaufstellung
Gruppen wie die Deutschen Naturhorn Solisten nehmen bei Naturhorndarbietungen aus akustischen Gründen oft die französische Keilaufstellung ein. D. h. mit dem Rücken der Bläser und mit dem Trichter des Horns zum Publikum bezieht das Ensemble eine V-Formation, oft gegenüber einer reflektierenden Wand, so dass der Klang sich möglichst ungedämpft, ggf. noch durch Reflexion verstärkt, zum Publikum hin ausbreitet.